# Schlacht von Pressburg
In der Schlacht bei Pressburg wurde der von Markgraf Luitpold von Bayern angeführte bayerische Heerbann am 4. Juli 907 vernichtend von den Ungarn unter deren Großfürst Árpád geschlagen. Das Gebiet der später so genannten „Ostmark“ (Marcha orientalis) entglitt als Folge dieser Schlacht wieder der Kontrolle durch das Ostfränkische Reich und die kolonisatorischen Bestrebungen in diesem Raum kamen für rund ein halbes Jahrhundert zum Erliegen. Der Ort der Schlacht, in der Nähe der heutigen slowakischen Hauptstadt Preßburg, ist historisch nicht gesichert.

## Ausgangslage
Nach den militärischen Erfolgen, die Markgraf Luitpold von Bayern in den Jahren 900 und 901 gegen mit Beute beladene und heimwärts ziehende ungarische Abteilungen errungen hatte, zog er 907 eine große Streitmacht in der kurz nach 900 erbauten Grenzfestung Ennsburg zusammen, um zu Beginn des Sommers mit angeblich drei Heeresabteilungen in das Gebiet der Ungarn vorzustoßen. Das Ziel dieses Feldzuges dürfte zumindest eine dauerhafte Sicherung des bayerischen Ostlandes gegen die ungarischen Eindringlinge gewesen sein, möglicherweise verfolgte der Markgraf aber auch weiter reichende Pläne, wie beispielsweise die Eroberung ungarischen Gebiets.

## Ablauf der Schlacht
Die entscheidende Schlacht, „über deren Verlauf so gut wie nichts bekannt ist“, wurde den Quellen zufolge nahe Brezalauspurc geschlagen, einem Ort, der zumeist mit dem heutigen Bratislava (deutsch: Pressburg bzw. Preßburg, ungarisch: Pozsony) gleichgesetzt wird. Angenommen wird, dass die Ungarn, der Kampftaktik der Reitervölker entsprechend, einem frontalen Zusammenstoß mit den wesentlich besser ausgerüsteten Bayern ausgewichen waren und diese stattdessen fortwährend durch schnell vorgetragene Reiterattacken, bei denen sie ihre Gegner mit einem Pfeilhagel aus der Ferne überschütteten, bedrängt hatten. Schließlich scheint es den Ungarn gelungen zu sein, das bayerische Heer einzukesseln und auf diese Weise nahezu vollständig zu vernichten. Außer Markgraf Luitpold und dem Großteil des bayerischen Heerbanns kamen bei dieser Schlacht noch Erzbischof Thietmar von Salzburg, die Bischöfe Udo von Freising und Zacharias von Säben-Brixen sowie angeblich 19 Grafen ums Leben.
Eine alternative Auffassung bezüglich der Lokalität der Schlacht vertritt der US-amerikanische Mediävist Charles R. Bowlus. Er lokalisiert Brezalauspurc, die Festung des slawischen Herzogs Brazlavo, aufgrund topographischer, militärhistorischer und taktischer Gegebenheiten beim heutigen Zalavár (Mosapurc). Er meint, der bayerische Heerbann habe sich beim Versuch, die vermutlich von den Ungarn zernierte Herzogsburg zu entsetzen, tief in ungarisches Gebiet vorgewagt, dabei aber unterschätzt, dass man sich in Gelände befand, das den ungarischen Reiterkriegern optimale Kampfbedingungen bot. Durch ihre klassischen Manöver, wie zum Beispiel Scheinfluchten, dürfte es den Ungarn dann gelungen sein, bayerische Kontingente zur Verfolgung des vermeintlich geschlagenen Feindes zu verleiten, damit ihre geschlossene Front aufzubrechen und die Verfolger nach und nach zu vernichten. Demnach hätte sich die Vernichtung der Bayern wohl über einen längeren Zeitraum hingezogen und das üblicherweise angegebene Datum der Schlacht würde lediglich den Tag bezeichnen, an dem das bayerische Heer endgültig aufgehört hatte, als Kampfformation zu bestehen. Die Lokalisierung von Brezalauspurc bei Zalavár vertritt auch Béla Miklós Szőke.
Wieder anderen Forschungsergebnissen zufolge sollen bei Pressburg sogar drei Schlachten stattgefunden haben, und zwar am 4. und 5. Juli mit den nördlich und südlich der Donau getrennt marschierenden bayerischen Heeresabteilungen sowie am 9. August mit den Truppen des Mährerreiches, die in einer Quelle als Verbündete der Bayern genannt werden. Dieser Interpretation nach steht mit der Schlacht bei Pressburg auch der endgültige Untergang des Mährerreiches im Zusammenhang.

## Folgen
Die Marcha orientalis musste nach der Schlacht bis zur Enns kampflos aufgegeben werden, die Kolonisation dieses Gebiets kam weitestgehend zum Erliegen und das Ostfrankenreich stand ungarischen Einfällen wieder weit offen. Herzog Arnulf der Böse von Bayern konnte zwar die Ungarneinfälle in Bayern vertraglich verhindern, eine endgültige Befreiung von der latenten Gefahr gelang jedoch erst Otto dem Großen 955 durch die Schlacht auf dem Lechfeld. Die Grenzlinie, die seit der Zeit Karls des Großen bis zur Katastrophe von 907 bis zum Balaton oder gar darüber hinaus gereicht hatte, wurde nie wieder erreicht.